# Krum Rock
Krum Rock är en kulle i Antarktis. Den ligger i Sydshetlandsöarna. Argentina, Chile och Storbritannien gör anspråk på området. Toppen på Krum Rock är 208 meter över havet.
Terrängen runt Krum Rock är kuperad åt nordväst, men åt sydost är den bergig. Havet är nära Krum Rock västerut. Trakten är glest befolkad. Närmaste befolkade plats är St. Kliment Ohridski Base, 1,6 kilometer norr om Krum Rock. 